# 자연환경국민신탁
자연환경국민신탁(自然環境國民信託, The National Nature Trust)은 보전가치가 있는 자연환경자산을 국민, 기업, 단체 등으로부터 기부·증여를 받거나 위탁받은 재산을 활용, 자산을 취득하고 이를 영구히 보전·관리하기 위하여 설립된 단체이다. 경기도 안양시 동안구 흥안대로 514 (인덕원프라자702호)에 위치하고 있다.

## 설립 근거
- 문화유산과 자연환경자산에 관한 국민신탁법 제3조[3]

## 연혁
- 2006년 3월 23일: 문화유산과 자연환경자산에 관한 국민신탁법 제정
- 2007년 3월 21일: 자연환경국민신탁 발족

## 조직

### 총회
- 감사

#### 이사회
- 공공신탁전국협의회
- 자문위원단

##### 이사장
- 부이사장
  - 기획홍보위원회
  - 조사개발위원회
  - 자산운용위원회
  - 협력지원위원회

## 같이 보기
- 한국내셔널트러스트
- 문화유산국민신탁
- 한국자산신탁
- 한국토지신탁
- 한국투자신탁운용